# 私の主張
「私の主張」（わたしのしゅちょう、英語: Affirmation）は、ホセ・フェリシアーノが作曲したインストゥルメンタル曲で、ジョージ・ベンソンによるカバーが最もよく知られているが、最初に国際的市場でリリースされたのは、1975年9月に発表されたフェリシアーノ自身のバージョンであった。この曲を収録したフェリシアーノのアルバム『Just Wanna Rock'n'Roll』は、彼がギタリストとしてジョン・レノンのアルバム『ロックン・ロール』に参加した直後に発表された。
「私の主張」は、クラシック・ギターを中心とするインストゥルメンタル曲でとして作曲、演奏され、フェリシアーノは古典的なスタイルで指弾きし、その技巧を披露しているが、古典的なワウペダルのエフェクトをかけたエレクトリック・ギター（他の楽器とともにフェリシアーノ自身が弾いている）で特徴付けられたファンクの編曲が施され、1970年代はじめに成功していたバリー・ホワイトの有名な楽曲を思わせるようなところもある。この曲は色々なカバーがあるが、ジョージ・ベンソンはジャズに編曲して1976年にBillboard 200 アルバム・チャート首位に達したヒット・アルバム『ブリージン』に収録した。「私の主張」は、このアルバムの中でも人気の高い楽曲のひとつであり、ベンソンの愛好者たちの多くは、しばしばベンソン作と間違って思い込んでいる。ベンソンの音楽プロデューサーであったトミー・リピューマは、アルバムの発表当時の興味深いインタビューにおいて、このカバーについて、フェリシアーノのアルバムを聴いた直後に制作されたと述べている。
フェリシアーノも、1996年によりジャズ色を強めたバージョンで「私の主張」をツアー・バンドとともに録音し直し、再解釈したかつてのヒット曲を集めたアルバム『Present Tense』に収録し、その後このバージョンは、様々な小レーベルから出た複数のコンピレーション・アルバムにも収められた。このバージョンの「私の主張」は、CDでの入手が最も容易なものとなっているが、編曲や制作の質という面ではオリジナル・バージョンに匹敵するものではないが、オリジナルは長くコンピレーションCDに収録されなかったため入手が難しく、ようやく2010年になって Wunderbird Records が出したオリジナル・アルバム『Just Wanna Rock'n'Roll』の再発CDが出た。